# Manfredi Beninati
Pour les personnes ayant le même patronyme, voir Beninati.
Manfredi Beninati est un artiste italien né à Palerme  le 11 janvier 1970. Son œuvre comprend peinture, installations, dessins et sculptures. 

## Biographie
Après avoir abandonné ses études de droit, puis au cinéma, et après avoir collaboré avec de célèbres cinéastes italiens, Manfredi Beninati a commencé sa carrière artistique pour se consacrer au dessin. Après un séjour en Espagne et en Angleterre de retour en Italie en 2002, se consacre à la sculpture et un genre de peinture figurative qui s'inspire directement de souvenirs d'enfance, réel ou imaginaire souvent. Il vit aujourd'hui entre Palerme et Los Angeles.

## Œuvre
Ses peintures et ses dessins semblent souvent manquer d'un ordre et d'un sujet apparent. Par l'usage de la stratification, Beninati recherche un équilibre sans hiérarchie où tous les objets sont représentés au même niveau. Qu'il s'agisse de l'intérieur d'une maison ou de paysages fantastiques, tout est réglé à la même valeur, ce qui permet de rechercher un nouvel ordre. Grâce à la fluidité de son pinceau, l'artiste joue avec les nuances de couleur et l'opacité pour créer une atmosphère raréfiée, parfois surréaliste, décrivant les chiffres qui semblent lentement émerger d'un fond souvent onirique, féerique. Sa peinture est inextricablement liée à la production et la création d'installations apparaissant comme un ensemble inhabité, les espaces inaccessibles, ne les montrant au spectateur qu'à travers des fissures ou des vitres teintées, exigeant de lui une sorte de voyeurisme qui viole la sphère privée et le flou du souvenir.

## Principales expositions
Son travail a été exposé plusieurs fois en Europe, en Asie et en Amérique dans des expositions en solo ou des événements comme la Biennale de Venise (2005 et 2009), la Biennale de Liverpool, la Biennale d'Athènes, ou de Istanbul et dans des musées comme le Royal Academy de Londres et le MAXXI de Rome.
Son  travail est présent dans de nombreux collections publiques à travers le monde.

## Prix
- 2010, Bourse de la Fondation de Civitella Ranieri,
- 2006, Prix de Rome, American Academy in Rome,
- 2005, Prix du public, pavillon italien, biennale de Venise,
- 2004, Prix Darc, prix pour le jeune art italien.